# Гутницкая
Гутницкая (укр. Гутницька) — село в Александровской поселковой общине Кропивницкого района Кировоградской области Украины.
До 2020 года входило в Александровский район.
Население по переписи 2001 года составляло 191 человек.